# ハイメ・アルフォンソ・ルイス
ハイメ・アルフォンソ・ルイス（Jaime Alfonso Ruiz, 1984年1月3日 - ）は、コロンビア・サンティアゴ・デ・カリ出身のサッカー選手。元コロンビア代表。ポジションはFW。

## 経歴
2003年にアラブ首長国連邦で開催されたFIFAワールドユース選手権に参加し、3位入賞した。なお、グループリーグで日本と対戦して4-1で勝利している。2008年、ベルギー・ジュピラーリーグのKVCウェステルローに移籍した。2008-09シーズンは26節からの6試合で9得点を荒稼ぎするなど得点を量産し、18得点で得点王に輝いた。

## 所属クラブ
- 2003-2005  コルトゥルア
- 2005  SDアウカス
- 2006  デポルティーボ・パスト
- 2007  シエンシアーノ
- 2007-2008  アリアンサ・アトレティコ
- 2008-2011  KVCウェステルロー
- 2011-2013  KVメヘレン
- 2013-2014  KVCウェステルロー
- 2014  KSKヘイスト

## タイトル
- KVCウェステルロー
  - 2008-09 ジュピラーリーグ得点王（18得点）